# Cuscuta punana
Cuscuta punana är en vindeväxtart som beskrevs av Costea och Stefanovic. Cuscuta punana ingår i släktet snärjor, och familjen vindeväxter. Inga underarter finns listade i Catalogue of Life.